# První třída
První třída (anglicky: first class) je nejvyšší cestovní třída při cestování letadlem, autobusem, vlakem a dalšími způsoby dopravy. Většinou je mnohem dražší než turistická či obchodní třída, poskytuje nejlepší servis a luxusní ubytování.

## Letectví
V letadle se označuje první třídou většinou malý počet sedadel (méně než 20) ve předu letadla, kde je největší komfort, prostor, ticho a soukromí. První třídu neposkytují zdaleka všechny letecké společnosti, nachází se většinou v širokotrupých letadlech na delší lety. Nejdříve byla zavedena první třída, tu ale postupně aerolinky v 90. letech 20. století nahradily business (obchodní) třídou. V posledních letech aerolinky začaly závádět tzv. suites – soukromé apartmány v kabinách letadel maximalizující soukromí.
Sedadla v první třídě mají velký prostor pro nohy, jsou plně sklopitelná do vodorovné polohy na spaní, zahrnují také televizi (IFE) a místo pro práci.

### Fotogalerie

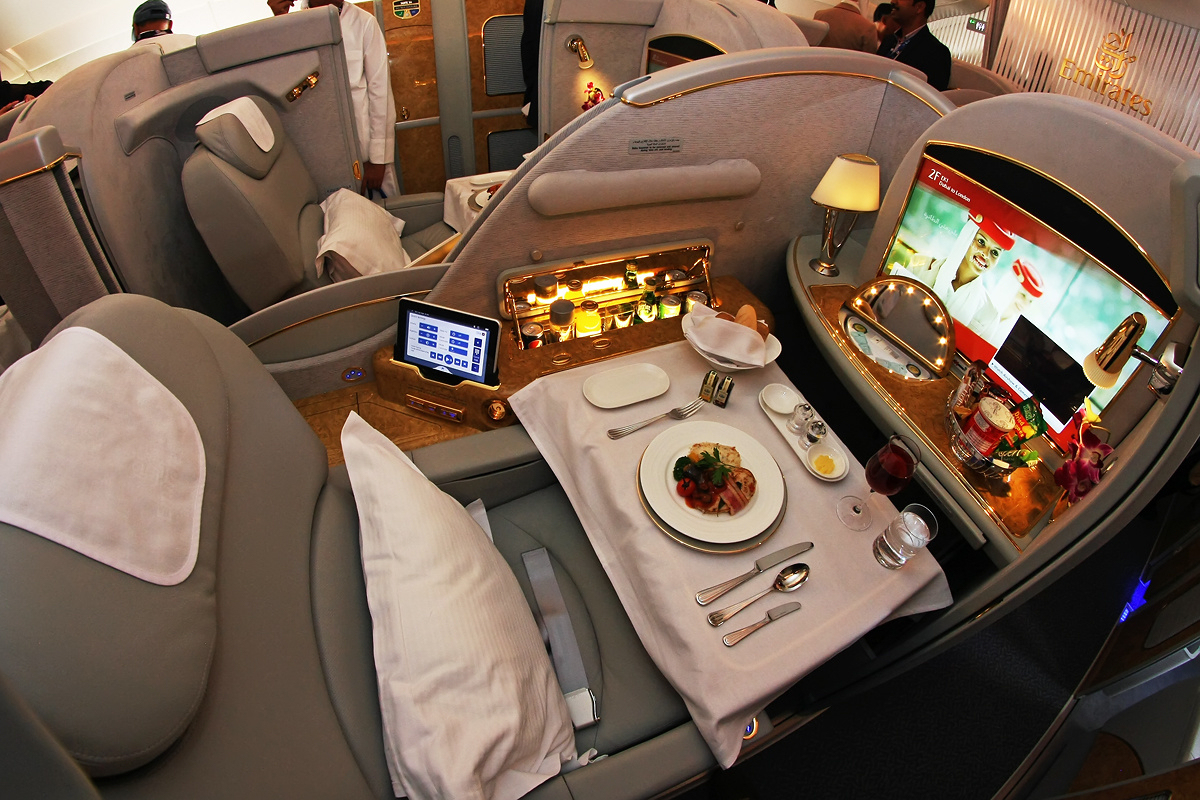
Sedadla první třídy v letadle společnosti Emirates
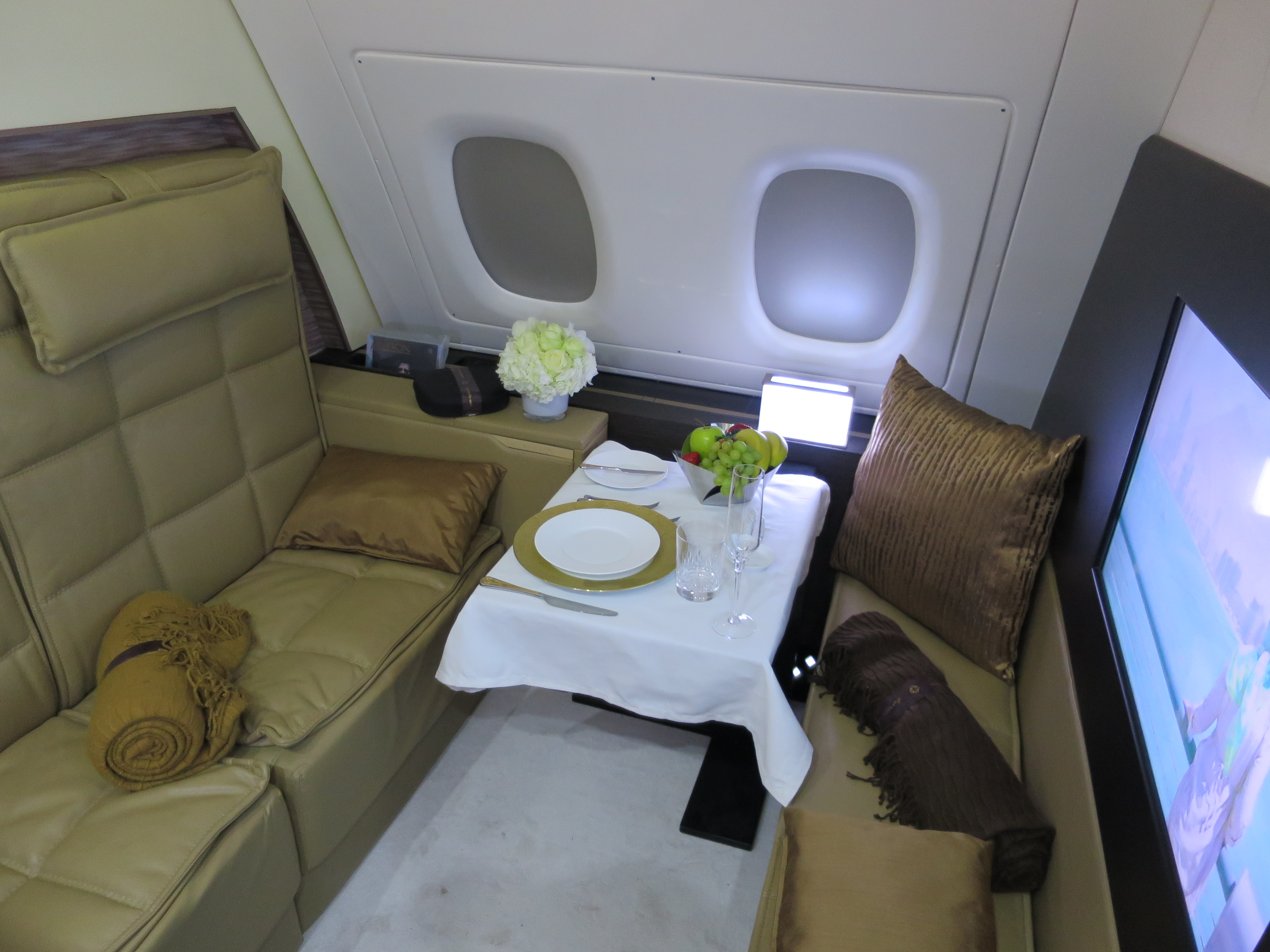
Soukromý „suite" – apartmán u společnosti Etihad Airways
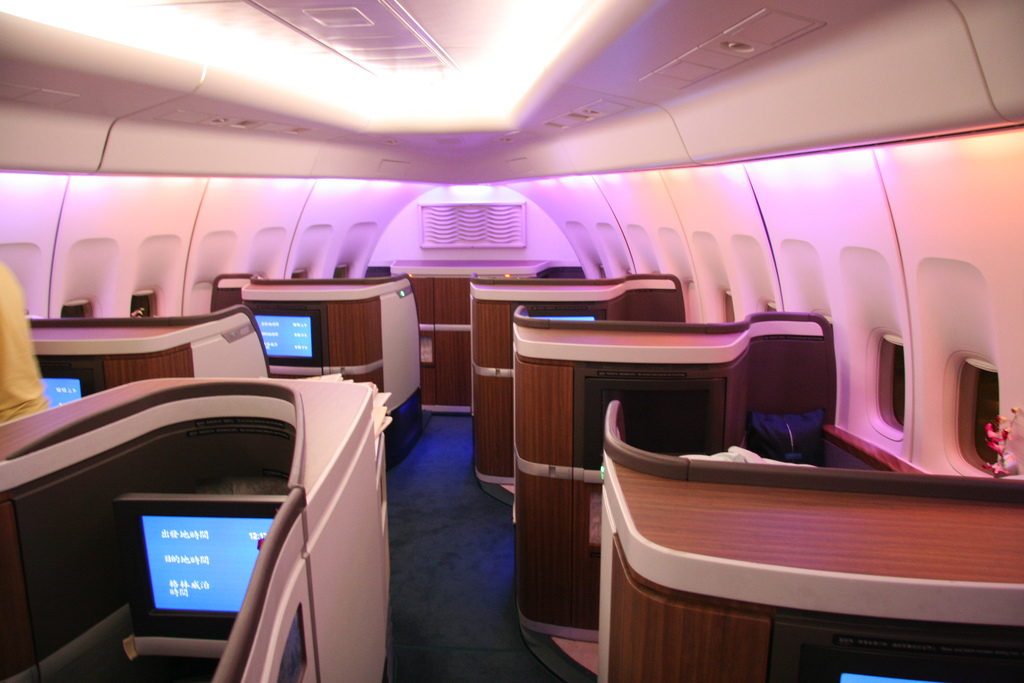
První třída v Boeingu 747 společnosti Cathay Pacific
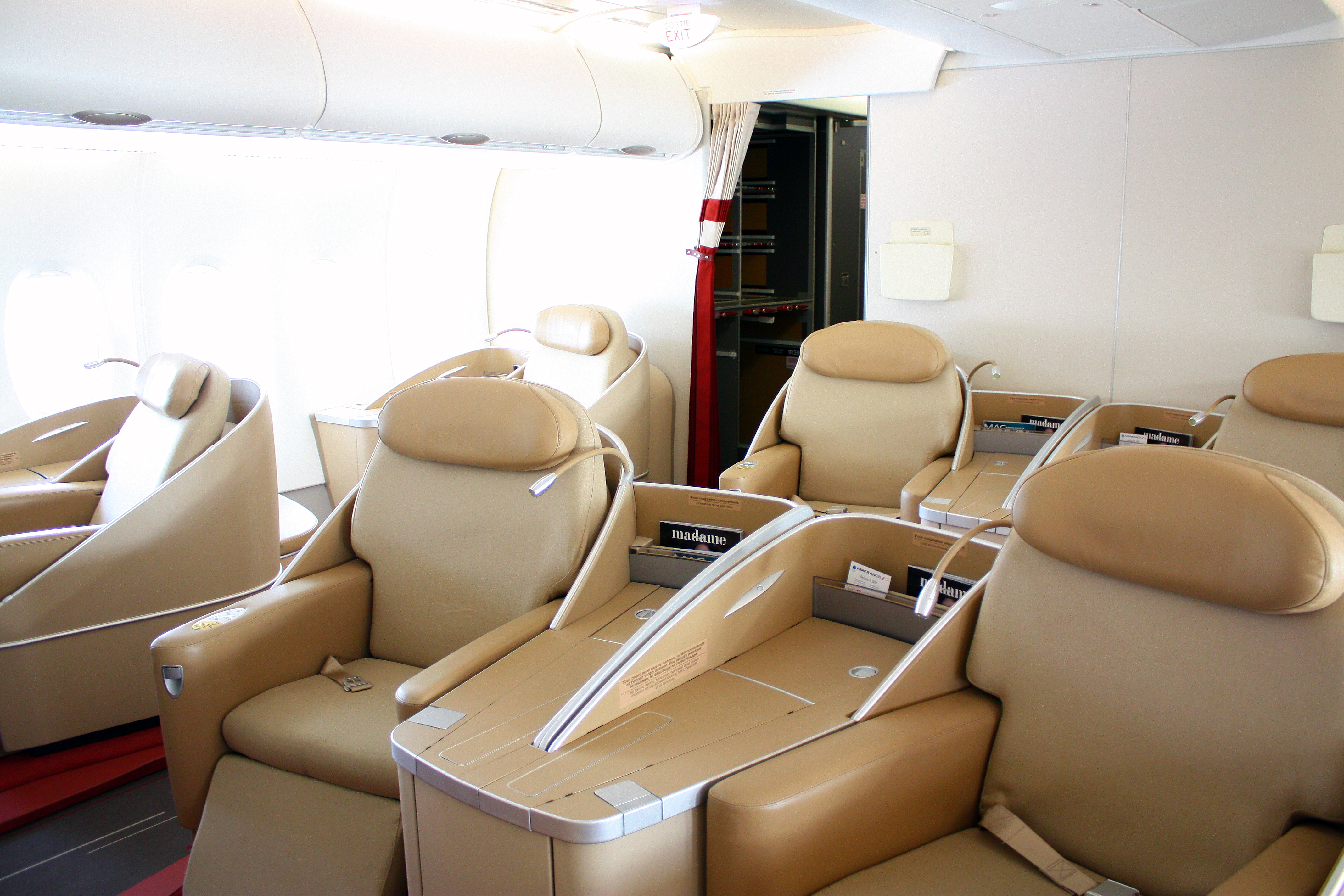
Sedadla první třídy u společnosti Air France
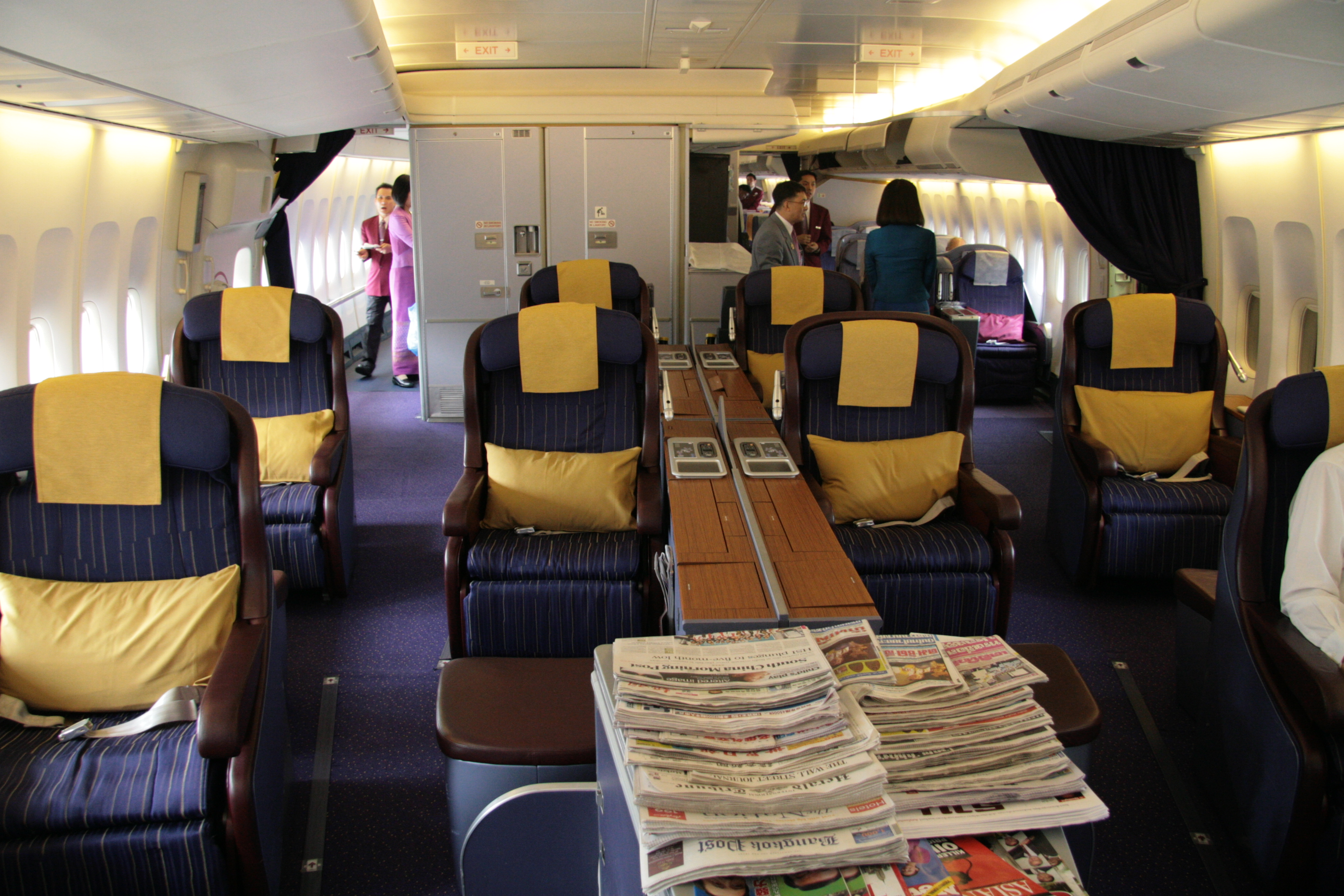
První třída u Thai Airways